# Holcocephala spinipes
Holcocephala spinipes är en tvåvingeart som beskrevs av Hermann 1924. Holcocephala spinipes ingår i släktet Holcocephala och familjen rovflugor. Inga underarter finns listade i Catalogue of Life.